# الأرشيف والمكتبة الوطنية

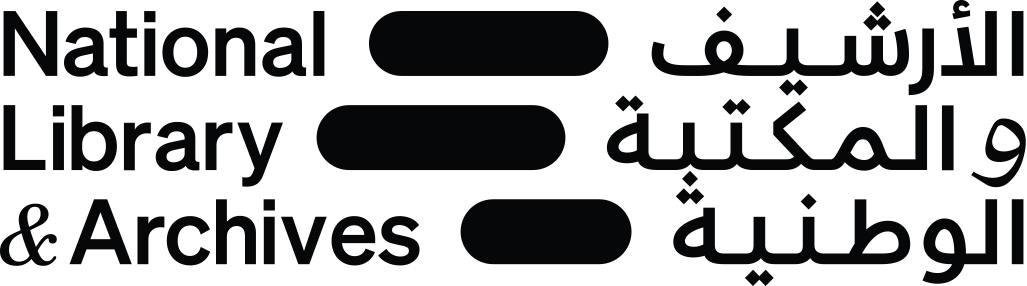

الأرشيف والمكتبة الوطنية من مؤسسات التوثيق الرائدة للتعريف بتاريخ وتراث دولة الإمارات العربية المتحدة ومنطقة الخليج. أُسس الأرشيف الوطني في عام 1968 من قبل الشيخ زايد بن سلطان آل نهيان تحت مسمى "مكتب الوثائق والدراسات." أصدر الشيخ خليفة بن زايد آل نهيان قانون رقم 7 لعام 2008، والذي ينص على تخصيص مكتب الوثائق والدراسات لأرشفة تاريخ دولة الإمارات العربية المتحدة تحت مسمى "المركز الوطني للوثائق والدراسات." القانون يحدد اختصاص المركز الوطني للوثائق والدراسات في جمع وحفظ وأرشفة الوثائق بهدف تعزيز الوعي الثقافي والتاريخي وتمكين الباحثين من الحصول على المواد الثمينة في المركز.
أصدر الشيخ خليفة بن زايد آل نهيان قانون رقم 1 لعام 2014، والذي ينص على تغيير اسم المركز إلى "الأرشيف الوطني."
في عام 2021، صُنف الأرشيف الوطني كالأرشيف السادس الأكثر تطورا في العالم من ناحية الأدوات المستخدمة والتكنولوجيا الموظفة.

## الرؤية والرسالة
تحت رئاسة الشيخ منصور بن زايد آل نهيان، نائب رئيس الدولة نائب رئيس مجلس الوزراء وزير ديوان الرئاسة في دولة الإمارات العربية المتحدة، يمثل الأرشيف والمكتبة الوطنية ذاكرة دولة الإمارات العربية المتحدة. ورسالة المؤسسة هي الحفاظ على تراث الدولة الموثق عن طريق الأرشفة والتوثيق والبحث. أما رؤيتها فهي توفير خدمات الأرشفة المميزة والتوثيق والبحث.
يعد الأرشيف والمكتبة الوطنية هو الوصي الموثوق به لحفظ المستندات الحكومية في الإمارات، وهو مسؤول عن كل من:
- تطوير الأرشيفات الحكومية
- توسيع الأرشيفات والمكتبة ومرافق البحث
- تأكيد الحفاظ على وحماية المجموعات
- تسهيل الوصول إلى والحصول على مقتنيات الأرشيف

## الإنجازات والإصدارات

### إنجازات المشروع
حقق الأرشيف والمكتبة الوطنية عددا من الإنجازات، منه ا:
- إجراء ما يزيد عن 700 مقابلة مسجلة
- عقد 7 ورش تدريبة لمعلمي مجلس أبوظبي للتعليم والجمهور المهتم "حول إجراء مقابلة التاريخ الشفاهي" في معرض أبوظبي الدولي للكتاب عام 2013
- إلقاء محاضرة عن "الهوية الإماراتية" في مركز دراسات الشرق الأوسط وكلية العلوم الإنسانية في جامعة هارفارد في الولايات المتحدة الأميركية
- المشاركة في الملتقى العلمي الرابع عشر لجمعية التاريخ والآثار لدول مجلس التعاون لدول الخليج العربية في الدوحة
- المشاركة في تحكيم في "جائزة المؤرخ الشاب" لطلبة المدارس الحكومية في الدولة
- زيارات تدريبة وتعريفية لطلبة التعليم العالي
- زيادة مقتنيات الأرشيف من الصور والوثائق والخرائط
- المشاركة في ورشة عمل "إعداد التقرير الدَوري لليونسكو عن صون التراث الثقافي غير المادي لدولة الإمارات العربية المتحدة "
- جمع أشعار وأمثال وقصص متداولة عن الحروب والحدود، و موارد المياه، والمسميات القديمة للمناطق، وأهازيج الأطفال، وأغاني النساء، والألغاز والخراريف المختلفة

### إصدارات المشروع
أصدر الأرشيف والمكتبة الوطنية أربع مقالات في مجلة "ليوا" الأكاديمية في كل من:
- العدد 4 (ص54)
- العدد 5 (ص38)
- العدد 6 (ص53)
- العدد 7 (ص54)

## قاعات الأرشيف والمكتبة الوطنية[6]
يتكون الأرشيف والمكتبة الوطنية من قاعات عديدة لغايات مختلفة، ومنها:

### قاعة الشيخ زايد
تستحضر هذه القاعة ماضي دولة الإمارات وتحتفل بحاضرها وتتصور مستقبلها، وتدممج بين الثلاثة معا لتصور هوية دولة الإمارات. تشبه هذه القاعة متحفا، خالقة تجربة لا تنسى لزوارها.

### قاعة الشيخ خليفة بن زايد
هذه قاعة محاضرات مزودة بمعدات الترجمة الفورية بين خمس لغات ونظام تصويت إلكتروني لاسلكي. كما تسع القاعة 600 شخص، وتستخدم لعقد المؤتمرات والندوات.

### قاعة الشيخ محمد بن زايد
هذه القاعة هي عبارة عن مسرح يوظف تقنيات الواقع الافتراضي في مساحة تفاعلية ثلاثية الأبعاد للمزج بين الخيال والواقع. يُعرض داخل المسرح أفلام وثائقية عن دولة الإمارات العربية المتحدة باستخدام تقنية ثلاثية الأبعاد. مزودة القاعة تقنيات صوت وصورة متقدمة تضمن غمر الجمهور في بيئة افتراضية، مما يتيح لهم تجربة تاريخ وتقدم الإمارات العربية المتحدة. تترك الأفلام الوثائقية التي تُعرض في هذا المسرح انطباعًا قويًا على الزوار، وخاصة الطلاب والأطفال الذين يمكنهم التعاطف مع الصور والشعور وكأنهم جزء من القصة. هذا المسرح مثالي للاجتماعات والتجمعات الصغيرة.

## المجلس الدولي للأرشيف 2023
أكد الأرشيف والمكتبة الوطنية على انتهائه من تحضيرات مؤتمر المجلس الدولي للأرشيف لعام 2023، والذي سيعقد من 9 إلى 13 أكتوبر في شركة أبوظبي الوطنية للمعارض.
وأعلن د. عبدالله الراسي، المستشار الثقافي في الديوان الرئاسي ورئيس لجنة التنظيم لمؤتمر الجمعية الدولية للأرشيف 2023، بأن شعار المؤتمر سيكون "تعزيز معرفة المجتمعات." كما ركز على الأهمية التاريخية لعقد الإمارات لهذا المؤتمر لأول مرة في الشرق الأوسط، وأنها مصدر فخر للأرشيف والمكتبة الوطنية ولكافة سكان ومواطني الدولة.

## العضويات[3]
يعد الأرشيف والمكتبة الوطنية عضوا في كل من:
- اليونسكو
- المجلس الدولي للأرشيف
- الاتحاد الدولي لجمعيات ومؤسسات المكتبات
- الأمانة العامة، مركز الوثائق والدراسات لمجلس التعاون لدول الخليج العربي
- الاتحاد العربي للمكتبات والمعلومات
- جمعية دراسات الشرق الأوسط
- جمعية التاريخ الشفوي

## العضوية
يتمتع الأرشيف والمكتبة الوطنية بالعضوية في المنظمات التالية:
- منظمة التربية والثقافة والعلوم التابعة لهيئة الأمم المتحدة (UNESCO)
- المجلس الدولي للأرشيف (ICA)
- الاتحاد الدولي للمكتبات والمعلومات (IFLA)
- الأمانة العامة لمراكز الوثائق والدراسات في دول مجلس التعاون الخليجي (GCC)
- الاتحاد العربي للمكتبات والمعلومات (AFLI)
- جمعية دراسات الشرق الأوسط (MESA)
- جمعية التاريخ الشفهي (OHA)

## وصلات خارجية
- الأرشيف والمكتبة الوطنية